# Макияж

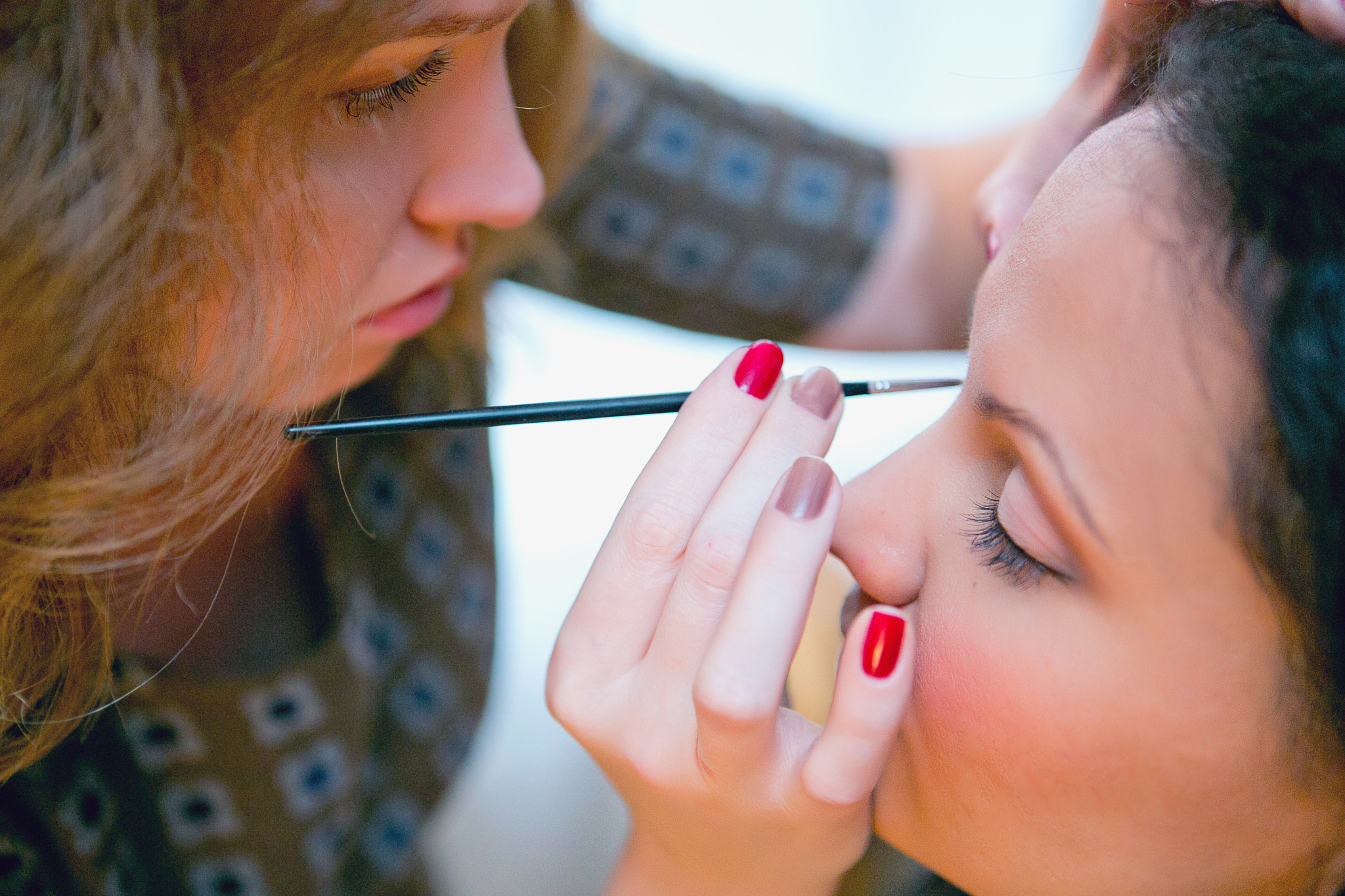
Процесс нанесения макияжа.

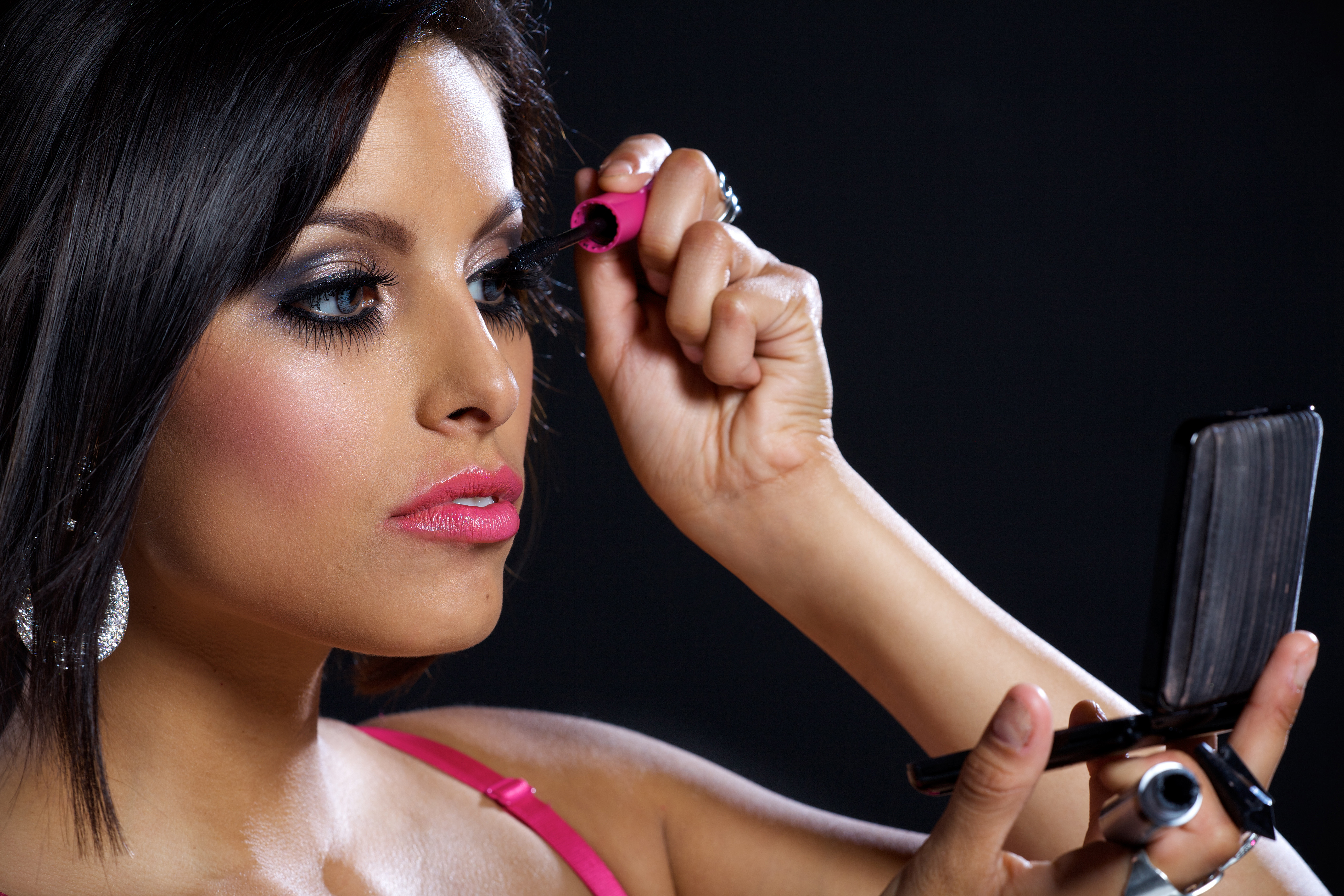
Процесс нанесения макияжа.

Макия́ж (от фр. maquillage) — искусство оформления лица с помощью декоративной косметики, красок, теней, кремов, а также само такое оформление. 
Целью макияжа (визажа, англ. мейкапа) является украшение, самовыражение, а также камуфлирование (от фр. camouflage — маскировать, прятать) существующих особенностей. Макияж является разновидностью грима. Специалист по макияжу — визажист.

## Определение
Макияж — это не только рисование, нанесение декоративной косметики на лицо, но и моделирование, зрительная коррекция форм и цвета лица. С помощью макияжа можно изменить внешность и выглядеть совершенно иначе.
Удачный макияж подчёркивает привлекательные черты, скрывает несовершенства кожи (тёмные круги под глазами, пигментные пятна, неровности рельефа), корректирует диспропорцию черт, создаёт видимость здорового лица, даёт возможность меняться и казаться моложе.

Пример «холодного» макияжа

## Виды макияжа
Выбор макияжа зависит от времени суток, а главное — от своего назначения. Он должен гармонично сочетаться со всем внешним видом: с цветом волос и глаз, оттенком кожи, одеждой, аксессуарами, маникюром.
Современный макияж делят на следующие типы:
- дневной;
- вечерний
- свадебный;
- смоки-айз (от англ. smokey eyes — «дымчатые глаза»)[3];
- этнический;
- деловой;
- лифтинг (от англ. lifting — «подтяжка»);
- ретро (стилизация);
- в стиле «вамп»;
- водостойкий;
- нюдовый (от англ. nude — «обнажённый»; макияж без макияжа)[5].

Отдельными категориями выступают — сценический, подиумный (арт-макияж), фантазийный виды макияжа, макияж на похороны.
Макияж связан с модными тенденциями, именно они задают цветовую гамму, текстуру, форму бровей, губ, глаз. Сегодня макияж подчиняется трём направлениям в моде: классическому, романтическому и авангардному. Более спокойные тона и оттенки свойственны классическому и романтическому макияжу, контрастность, вычурность и яркая гамма цветов — авангардному.
По цветовой гамме принято разделять макияж на «тёплый» (преобладание жёлтых, зелёных, коричневых и бежевых оттенков) и «холодный» (розовые, серые, синие и фиолетовые оттенки). Тональность, в основном, определяется формой лица, цветом волос и кожи. Так же макияж подбирается под цвет глаз и под одежду. Поскольку макияж является и частью самовыражения, то он может быть более разнообразным и не соответствовать окружению, быть выделяющимся и играть роль декора.

### Макияж лица
Подразумевается работа с кожей лица, улучшение цвета, выравнивание рельефа, коррекция форм. Косметика, предназначенная для использования на лице, может наносится кистью, губкой для макияжа или кончиками пальцев.
В макияже лица используются следующие косметические продукты:
- Праймер

Праймер — средство подготовки кожи к нанесению макияжа. Выпускается, в основном, в виде крема и имеет различные варианты состава, в зависимости от потребностей кожи. Большинство из них предназначены для уменьшения размера пор, продления срока ношения макияжа и более гладкого нанесения косметических средств. Существуют цветные праймеры, которые предназначены для цветовой коррекции кожи. Зелёный оттенок помогает справиться с краснотой, неравномерность пигментации корректирует оранжевый, тёмные круги под глазами зрительно убирает жёлтый, а серость кожного пигмента гармонизирует голубой. Существуют также прозрачные праймеры, которые выравнивают рельеф кожи и имеют солнцезащитный барьер. Праймер наносится перед основой или тенями в зависимости от того, где он необходим.
- Тональный крем и консилер

Тональный крем — используется чтобы выровнять цвет лица, скорректировать неровности пигментации, скрыть несовершенства кожи. Тональные средства представлены в виде жидкости, крема, прессованной пудры, так же в виде мусса или стика. Тональный крем обеспечивает чистое, матовое или светящиеся, влажное, лёгкое или плотное покрытие.
Консилер и корректор скрывают недостатки кожи. Это средства точечной коррекции недостатков. Часто используется для дополнительного покрытия, необходимого, чтобы скрыть серьёзные изъяны кожи: прыщи, пигментные пятна, круги под глазами и другие недостатки. Корректор пигментированнее и плотнее основы (тонального крема), обеспечивает более длительное и детальное покрытие, а также создаёт новую чистую основу для нанесения всего остального макияжа.
Некоторые консилеры предназначены только для глаз или только для лица. Этот продукт также можно использовать для контурирования лица, например, носа, скул и линии челюсти, чтобы подчеркнуть рельефность лица, затонировать видимые капилляры на тонкой коже.
- Пудра

Пудра используется для фиксации тонального крема на лице, матирования, выравнивания рельефа кожи, скрытия мелких недостатков или дефектов лица. Пудра бывает: рассыпчатая, прессованная (компактная), минеральная, крем-пудра, запеченная, прозрачная (транспарантная). Тонированные пудры для лица можно наносить отдельно в качестве лёгкой основы. Пудры тёмных оттенков используются для скульптурирования лица, внесения видимых изменений в черты.
- Румяна и хайлайтер

Хайлайтер, используется для привлечения внимания к наиболее выступающим частям лица, а также для добавления свечения и естественного блеска коже; производится в жидкой, кремовой и порошковой форме. Продукт часто содержит блёстки, чтобы обеспечить мерцание.
Румяна — это продукт розового или красного цвета, используемый для подчёркивания цвета щёк и чёткости скул. Они выпускаются в виде порошка, сливок и жидкости. Различные оттенки румян используются для различных оттенков кожи. Румяна-тинт отличаются стойкостью, в отличие от обычных румян они не остаются на поверхности, а впитываются и окрашивают кожу.
- Бронзер

Бронзер придаёт коже лёгкий золотистый или бронзовый оттенок, выделяет скулы, а также используется для их контурирования. Бронзер создаёт натуральный оттенок кожи и может использоваться повседневно. Бронзер улучшает цвет лица, добавляя больше мерцания. Он может быть матовым, полуматовым, сатиновым или мерцающим.
- Люминайзер

Люминайзер — средство для придания сияния коже, имеет деликатный жемчужный блеск, бывает в рассыпчатом виде и в кремовом. Отличается от хайлайтера интенсивностью блеска и тем, что люминайзер наносят на всё лицо, а не точечно. Может наноситься в качестве базы под тональный крем, под пудру или вместо неё. Легко смешивается с тональным средством, корректируя несовершенства кожи, создавая здоровый и ухоженный внешний вид.
- Матирующие салфетки

Специальное средство, помогающее убрать жирный блеск с лица, не повреждая макияж. Небольшие отрезки тонкой бумаги, покрытые абсорбирующей пудрой.

#### Техники макияжа лица

##### Контуринг
Контуринг (англ. contouring, от contour — «контур») — техника в макияже, позволяющая скорректировать рельеф лица за счёт грамотного наслаивания тёмных и светлых тональных средств. Контуринг производится путем нанесения корректора, который на один или два тона темнее цвета кожи, в таких областях как: лоб, подскульные впадины щек, боковая поверхность носа, подбородок и на виски, чтобы искусственно создать тень и эффект похудения. С помощью контуринга можно, например, сузить лоб и нос, создать выразительные скулы, визуально убрать второй подбородок, добиться канонической овальной формы лица.
Скульптурирование возникло после появления кинематографа. Его применяли для решения проблемы, возникшей из-за использования искусственного освещения: при искусственном свете лица актёров в кадре выглядели плоскими. Тогда гримёры стали рисовать тени при помощи косметики. Звёздам кино так понравился эффект, что они начали наносить такой макияж и в обычной жизни. Затем техника стала использоваться на модных показах одежды. Всеобщую известность и популярность контуринг приобрёл благодаря американской актрисе и модели Ким Кардашьян Она выкладывала в своём профиле в Instagram фото до контуринга и после. Её многочисленные подписчики тоже стали применять эту технику на себе. Таким образом использование контуринга вошло в моду и стало массовым.
На данный момент контуринг стал неотъемлемой частью макияжа многих женщин. Он фигурирует на различных фотосъёмках и в повседневной жизни. На рынке косметики появилось огромное количество средств для контуринга, так контуринг стали различать по способу нанесения — сухой или кремовый.
- Кремовый контуринг — средства для кремового контуринга чаще всего представляют собой специальные «стики» в виде большого грифеля из кремового плотного средства или палетки с кремовыми тенями. Такое средство наносится на кожу на нужных участках лица после тонального крема и буквально смешивается с ним, затем полученный результат фиксируется пудрой. Обычно для кремового контуринга используют кисти для нанесения тонального крема или специальные спонжи, так как они лучше наносят и распределяют подобную текстуру.
- Сухой контуринг — средства для сухого нанесения контуринга имеют вид пудры или специальных теней (спрессованный или рассыпчатый пигмент). Эти средства наносятся на лицо уже после нанесения пудры, поверх неё и не закрепляются снова. Для нанесения используются кисти для пудры или любые другие большие, мягкие и подвижные круглые кисти, они правильно распределяют продукт и соединяют его с пудрой.

##### Стробинг
Термин «стробинг» (англ. strobing — «засвет», «засветка») возник не так давно, хотя сам вид макияжа существует далеко не первый год. Стробинг получил своё название от стробоскопа, так как работает по схожему принципу — обнаруживает выпуклые участки лица и усиливает на них мерцание света. Эта техника заключается в подчеркивании черт лица, используя только хайлайтер и естественный свет.
Как и любой другой вид макияжа стробинг требует правильного ухода за лицом, так как только здоровая кожа может выглядеть красиво и ухоженно. Поэтому если кожа слишком жирная или имеет дефекты, то данная техника визажа только подчеркнёт недостатки. Блистающая «подсветка» — идеальный вариант для сухого и нормального типа кожи. В случае жирной кожи необходимо предварительное нанесение матирующего тонального крема, при этом крайне нежелательна подсветка Т-зоны.

##### Бейкинг
Бейкинг (англ. baking, от bake — «выпекать») — техника в макияже, основанная на использовании большого количества продуктов, финальным этапом которой является нанесение пудры влажным способом (например влажным спонжем), что создаёт на лице эффект маски. Необходимые косметические продукты и инструменты: консилер (для достижения наилучшего результата используется консилер светлее тона кожи), рассыпчатая закрепляющая пудра, спонж для макияжа, пушистая кисть для макияжа. Поэтапно бейкинг включает в себя выделение и затемнение зон лица. Вначале наносится консилер (тональное средство), а затем много пудры поверх, при помощи спонжа, вбивается в кожу и выдерживается 10—20 минут для эффекта «припекания». Техника позволяет добиться идеально ровного тона и увеличить стойкость макияжа. Бейкинг подходит для создания макияжа в стиле «бейби-фэйс» (baby-face). Получается идеально ровный тон и суперстойкий макияж для съёмок. Чаще всего этой техникой пользуются видеоблогеры, Instagram-блогеры, артисты травести-шоу.

### Макияж глаз
Макияж глаз подразумевает нанесение косметики вокруг области глаз, с целью улучшения внешнего вида, усиления выразительности черт, коррекции форм. В эту категорию попадает и оформление ресниц.

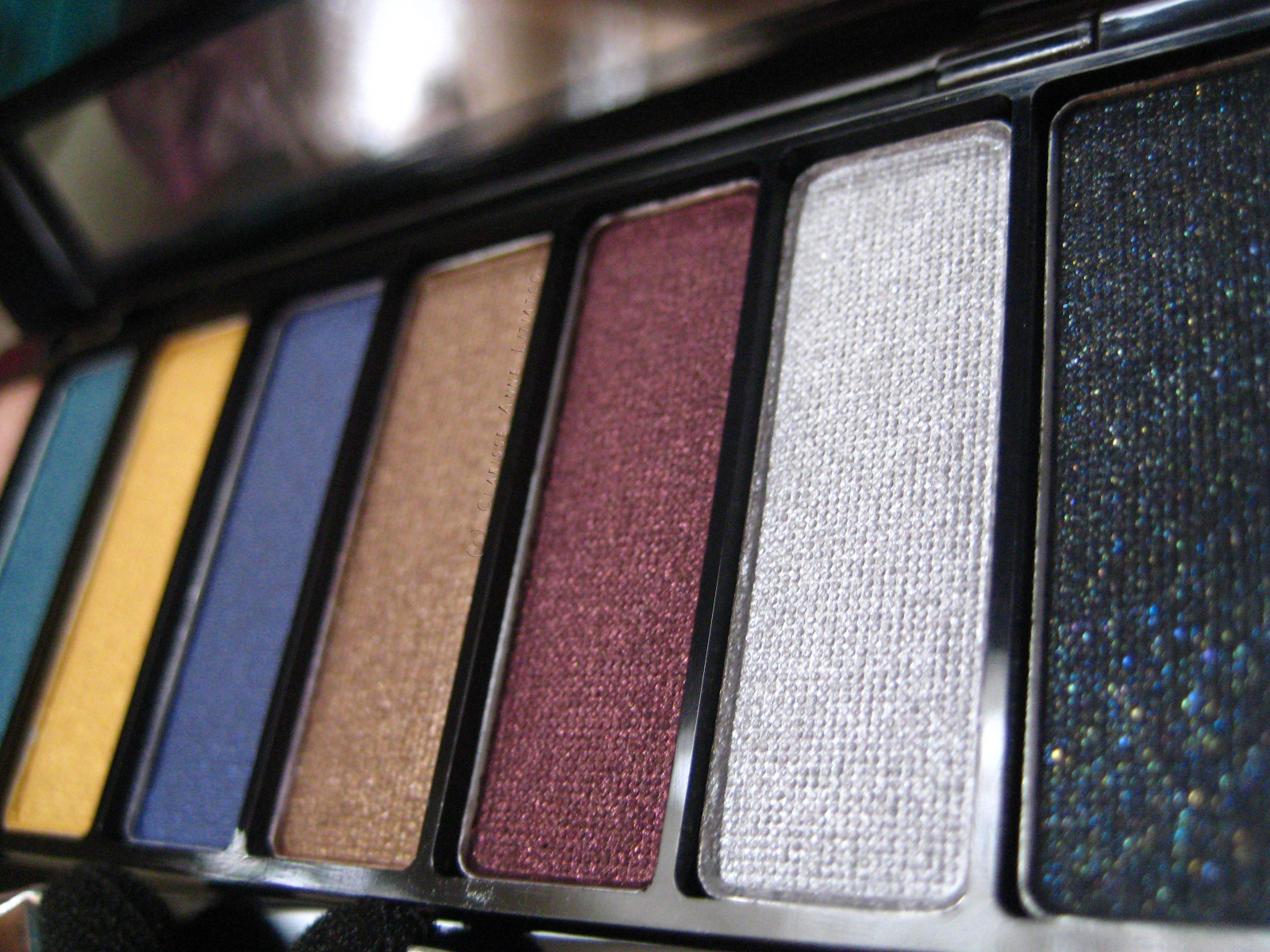
Тени для век

В макияже глаз используются такие косметические продукты как:
- прессованные тени для век
- праймер для век
- карандаши для глаз
- блёстки для век
- гелевые подводки для глаз (Гелевые подводки используются для увеличения и удлинения видимого размера или глубины глаза. Наносятся вдоль линии роста ресниц на кожу век, но не только. Например, белая подводка, нанесенная на слизистую делает глаза зрительно больше и взгляд свежее. И наоборот, чёрная подводка для глаз делает глаза меньше, но выразительнее и привлекает внимание к глазам[21]. Подводки для глаз могут быть представлены в любом цвете.
- тушь для ресниц (Тушь используется для того, чтобы затемнить, удлинить, утолщить, подкрутить или привлечь внимание к ресницам. Она доступна в различных цветах. Существует множество формул, включая водостойкие версии для непредвиденных погодных условий или отпуска, гипоаллергенные для чувствительных глаз, или содержащие компоненты для роста и укрепления слабых ресниц)[8]
- кремовые тени
- накладные ресницы
- карандаш/помадка/фломастер/пудра для бровей

Хотя оформление бровей не совсем относится к макияжу глаз, этот этап, определённо, является обязательным условием удачного макияжа. Карандаши для бровей, помадки, воски, гели и пудры используются для выделения, заполнения и моделирования бровей. Популярный в последние годы «стиль Instagram», подразумевает более широкие брови, с четкими контурами и насыщенным цветовым заполнением.

#### Виды макияжа глаз

##### Смоки-айз
Термин «smoky eyes» дословно переводится с английского как «дымчатые глаза». Данная техника подразумевает тщательную растушёвку теней, благодаря которой достигается томный и дымчатый взгляд. С помощью создания плавного перехода более светлых оттенков теней в более тёмные получается так называемый эффект дымки. При данной технике используется чёрный карандаш над линией ресниц, под ресницами и в зоне слёзного канала.

##### Стрелки
Стрелки впервые появились во времена древнего Египта и имели религиозный смысл: они имитировали разрез глаз кошек, считавшихся священными животными.
Стрелки подходят и для дневного макияжа и для вечернего. Форма и толщина стрелок определяется индивидуально в зависимости от формы глаз. В макияже со стрелками использование теней для век может быть минимальным или вообще отсутствовать.

##### Кошачий глаз
В макияже «cat eye» (с англ. — «кошачий глаз») обязательным элементом являются острые графичные стрелки, по-другому он ещё называется «French girl flick». При выполнении этого макияжа целью является слегка вытянуть глаза и «приподнять» внешние уголки глаз, — так глаза напоминают по форме кошачьи. Для достижения наилучшего эффекта используется жидкая или кремовая подводка для глаз, в отличие от карандашей, подводка позволяет сделать линию более точной и яркой. В последнее время, для удобства и точности нанесения, появились специальные штампы «кошачий глаз». Они позволяют создавать симметричные стрелки даже тем, кто не умеет рисовать их от руки.

##### Банан
Эта техника макияжа получила своё название из-за того, что очертания, которые прорисовываются на веке при помощи карандаша и теней, напоминают изгиб банана. При выполнении этой техники для начала разделяют карандашной линией подвижную и неподвижную часть верхнего века, граница должна быть видимой при открытых глаза и полностью повторять форму верхнего века. Затем проводят линию на подвижном веке по ресничному краю. Эти две линии соединяют плавным скруглённым переходом на внешнем уголке глаза. Карандаш растушёвывают, макияж дополняют тенями. На данный момент техника считается устаревшей.

### Макияж губ
Грамотно исполненный макияж губ способен изменить образ. Появилось множество средств различных по текстуре и плотности, которые по-разному ведут себя на губах.

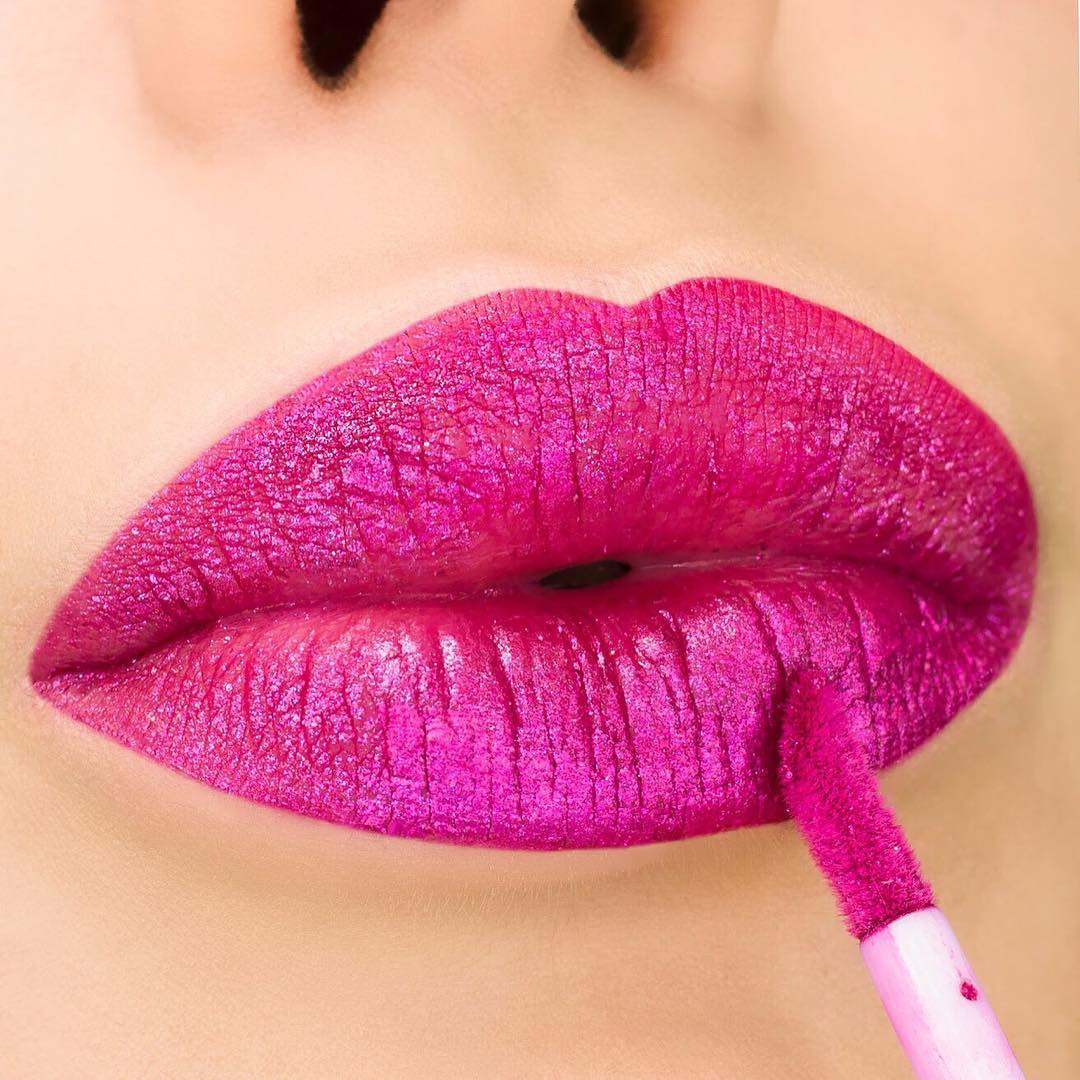
Макияж губ

Губная помада предназначена для придания губам яркого цвета и текстуры. Техника, текстура и цвет подбираются индивидуально под каждый макияж.
- Матовая помада — это помада, которая при высыхании на губах даёт равномерный плотный оттенок без блеска.
- Кремовая помада — при нанесении на губы даёт лёгкое или плотное покрытие, плотность которого можно изменять при желании. Текстура напоминает очень плотный крем. Такая текстура не держится долго на губах, а потому требует повторного нанесения в течение дня.
- Помада-стик — классический вариант помады. Наиболее удобный в использовании, имеющий разные варианты плотности, пигментированности и наиболее широкий цветовой диапазон вариант.
- Блеск — блески для губ предназначены для придания блеска губам и могут добавить оттенок цвета, а также могут быть ароматизированы.
- Помада-тинт — красящий косметический компонент, который обладает структурой геля либо жидкости.
- Бальзамы для губ чаще всего используются для увлажнения, подкрашивания и защиты губ. Некоторые из них содержат ультрафиолетовую защиту[8].

#### Омбре
Эта техника заключается в создании плавных переходов от более тёмного оттенка к светлому и наоборот. Используются средства разных тонов (более светлого и более тёмного), от двух и более. Переход между тонами может быть выполнен по-разному, например тёмные оттенки могут использоваться в центре губ, а светлые по краям и наоборот. Разные варианты этой техники позволяют добиться визуального увеличения или уменьшения губ, а также изменения их формы.

## Цветотипы
Внешность каждого человека уникальна, существует множество цветов, которые не противоречат нашей внешности, а есть те, которые лучше подчёркивают достоинства и наоборот. Концепция подбора подходящих цветов появилась в Америке, как и идея разделить цветовые типы по временам года. На основе данного разделения строится теория построения цветовой гаммы в макияже. Для каждого типа подходят свои оттенки и текстуры, косметические фирмы выпускают различные цветовые палитры продукции, в зависимости от распространённых в регионе типов внешности. С 1980-х годов традиционно выделяется четыре основные группы обозначения типов внешности по временам года:
- Весенний тип. Женщины, принадлежавшие к весеннему типу имеют светлую, прозрачную кожу, желтовато-золотистого оттенка с лёгким румянцем. Кожа склонна к быстрому загару и яркому румянцу. Чаще всего такие женщины — блондинки: льняно-светлые, соломенно-светлые, бежево-светлые, светло-рыжие. В детстве практически все «весенние» женщины светлоголовые, с золотистым оттенком. Палитра оттенков глаз обширна: от голубого, зелёного до золотисто-карего. Доминирующие характеристики кожи: светло-янтарная с золотыми тонами; имеет более загорелый вид с жёлтым подтоном; есть тенденция легко краснеть, часто есть румянец; общий внешний вид «весны» — это сияющий здоровьем вид[27].
- Летний тип. Женщины летнего типа распространены в северных широтах. Общими чертами такой внешности являются: голубоватая подкожная подсветка и пепельный пигмент в волосах. Встречаются женщины с веснушками, но они, скорее, серо-коричневые, а не золотисто-коричневые, как у весеннего типа. «Летние» женщины довольно легко загорают, не имея красноватых оттенков в загаре. Цвет глаз этого типа серо-голубой, светло-голубой, серо-зелёный, а также орехово-карий. Характерный естественный цвет волос — светло-пепельный, пепельно-коричневый, оттенки волос холодные. Доминирующие характеристики кожи: «очень бледная»; иными словами — общий вид «летнего типа» — бесцветен[28].
- Осенний тип. Все женщины данного типа имеют желтовато-золотистую подсветку кожи, оттенки цвета лица варьируются от прозрачно-бледного до интенсивного золотисто-бежевого или персикового. Осенний тип лишён природного румянца. Кожа легко приобретает загар, но и легко обгорает. Характерный цвет волос данного типа — рыжий, присутствуют такие оттенки как: медно-рыжий, каштановый, морковно-рыжий, встречаются и блондинки, но с рыжеватым отливом. Цвет глаз осеннего типа разнообразен, от светло-голубого, насыщенного серого, янтарного до оливкового и ярко-зелёного, темно-карего. Золотистые вкрапины в радужке глаз типичны для представительниц осеннего типа. Доминирующие характеристики кожи: золотой или жёлтый оттенок. Для кожи и волос характерны более золотые или бронзовые цвета[29].
- Зимний тип. Женщины данного типа имеют светлую кожу, тёмные волосы и яркий оттенок радужки глаз, то есть контрастную внешность. Кожа обычно прозрачно-голубоватая, фарфоровая, холодная. Данный тип загорает с трудом, но небольшую смуглость может приобрести. У большинства женщин зимнего типа тёмные волосы: чёрные с синеватым-отливом, темно-каштановые. Волосы данного типажа отличаются холодным пепельным блеском. Глаза имеют яркий насыщенный белок, а по цвету чаще всего: холодные голубые, фиалково-голубые, синие, серые, прозрачно зелёные, тёмно-карие вплоть до чёрных. Доминирующие характеристики кожи: «холодная с розовым оттенком»; может казаться почти белой, но кожа будет немного темнее, чем у летнего типа, нет такой прозрачности кожи и яркого румянца"[30].

В начале 1990-х годов на основе традиционной модели была разработана усовершенствованная система с 12 цветотипами. В процессе анализа колорита так же рассматривается яркость, тон и насыщенность кожи, глаз и волос.
Система подбора подходящих цветов важна для создания гармоничного образа. Она помогает определить, какие оттенки и группы цветов нужно использовать, а каких избегать, чтобы украсить внешность и подчеркнуть достоинства естественной цветовой гаммы.
Цветовым анализом внешности занимаются довольно давно, ещё в середине 1970-х годов была издана книга, посвящённая влиянию пигментов кожи на окраску. В ней, в частности, было отмечено, что существуют три основных пигмента, которые придают коже её тон: меланин, который придает коже её коричневые тона; каротин придает коже жёлтые/оранжевые тона; и гемоглобин — это красный пигмент в крови, который придает коже её розовые и красные оттенки. Три пигмента — меланин, каротин и гемоглобин — соединяются друг с другом, образуя оттенки нашего тела.

## Последовательность нанесения макияжа

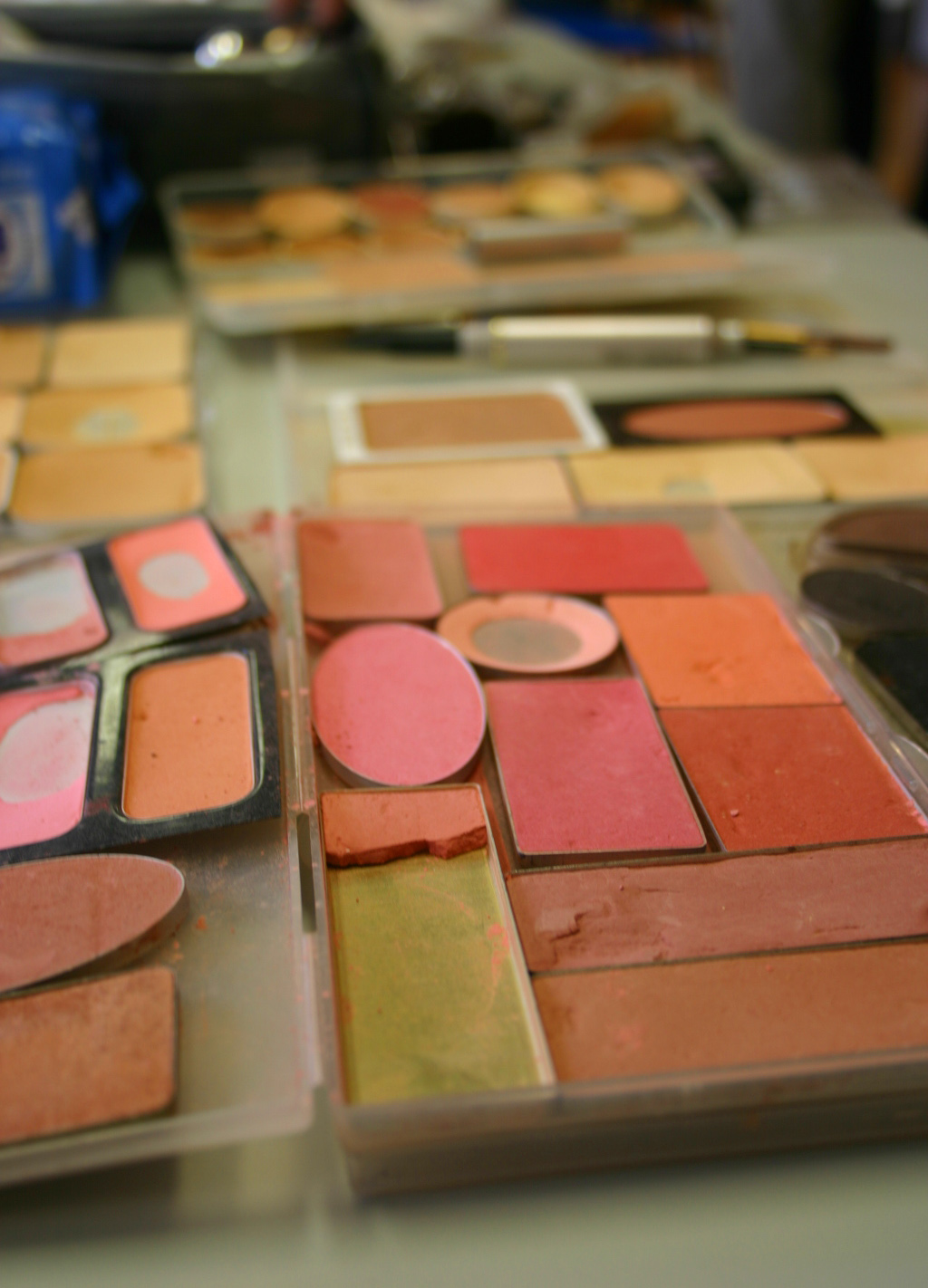
Набор для макияжа

- Очищение и увлажнение кожи: умывание с использованием специального очищающего средства для лица и нанесение увлажняющего средства.
- Нанесение базы. В качестве базы под макияж обычно используют праймер, он выравнивает рельеф кожи и повышает стойкость макияжа.
- Выравнивание тона кожи — нанесение тональной основы (или BB/DD/CC-кремa) и консилера.
- Контурирование (если оно предполагается) и использование рассыпчатой косметики: румян и пудры. Пудра не только выравнивает тон кожи, но и «закрепляет» нанесённые прежде средства — тональную основу и консилер.
- Нанесение и растушёвка теней.
- Подводка межресничной линии, рисование стрелок.
- Окрашивание ресниц.
- Оформление бровей.
- Нанесение помады.

Последовательность нанесения косметических средств может меняться и первым этапом после подготовки кожи, становится макияж глаз, а затем выполняются все последующие манипуляции.

## Инструменты для макияжа
Основными инструментами для нанесения макияжа являются кисти. Для нанесения теней, создания эффекта «смоки-айз», растушёвки консилера, проведения тонких линий и др., важен правильный выбор кисточки или инструмента. Добиться безупречного, естественного внешнего вида проще с помощью качественных кистей, они влияют на то, как продукт ложится на кожу, как будет в дальнейшем держаться и смотреться.
«Я всегда говорю, что мои кисти — это продолжение моих рук», — говорит визажист и редактор британского журнала Vogue Шарлотта Тилбери. — Ни один художник не может создать шедевр без правильных кистей, и точно так же ни один визажист не может создать волшебный образ без хороших кистей.

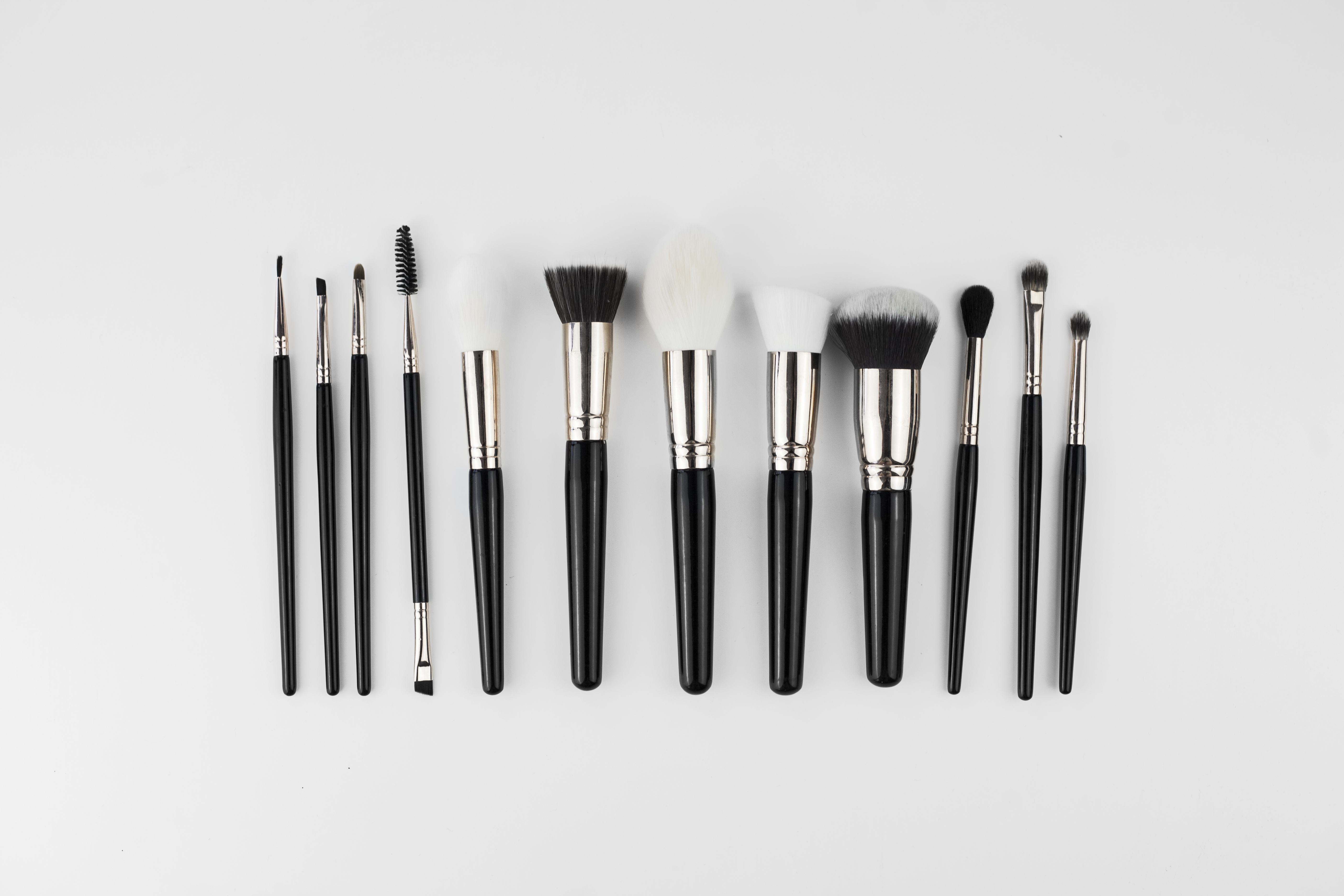
Кисти для макияжа

Существует два основных типа кисточек для макияжа: из синтетического и натурального ворса.
Синтетические кисти лучше всего подходят для кремовых текстур, в то время как натуральный ворс больше подходят для сухих продуктов. Также в зависимости от задачи, используются кисти из комбинированного ворса — дуофибры. Кисти различаются по форме и предназначению. Основными разновидностями макияжных кистей являются:
- Кисть для тонального крема, как правило, представляет собой большую плоскую синтетическую кисть, которая равномерно распределяет продукт, выравнивая тон лица. Эту кисть лучше всего использовать для достижения плотного покрытия. Для более лёгкого нанесения тональной основы используется оптоволоконная кисть (дуофибра)[39].
- Кисть для консилера и корректора имеет форму который обеспечивает точную точечную коррекцию, такую как пигментные пятна, неровности рельефа кожи или изменение цвета лица.
- Кисть для теней из натурального ворса, круглая. Подходит для растушевки теней и смешивания оттенков.
- Кисть для теней из натурального ворса, плоская. Подходит для нанесения плотного слоя теней, аккуратного накладывания цвета на веко[40].
- Кисть для рисования стрелок и тонких линий. Плоская, небольшая кисть из натурального или синтетического ворса[39].
- Для румян, бронзера и хайлайтера — это круглая, пушистая кисть из натурального ворса, как правило с заострённым концом. Можно для каждого продукта иметь отдельную кисть, но все рассыпчатые текстуры можно наносить одной удобной кистью.
- Кисть для пудры — обычно самая большая из всех. Оптимальный вариант — из натурального ворса с закруглённым срезом.
- Кисть для губ. Небольшая синтетическая кисть с плоским срезом.
- Контурная кисть предназначена для рисования жёстких линий и обозначения рельефа. Может иметь плоскую верхнюю часть или быть наклонной.
- Кисть кабуки[англ.]. Своё название берет от знаменитого японского театра. Использовались актёрами японского драматического театра кабуки для нанесения рассыпчатой пудры. Кисть кабуки — это кисть для макияжа с густой или пушистой щетиной, которая, как правило, имеет короткую ручку. Форма кисти чаще всего округлая, хотя она также может быть плоской. Традиционно щетина изготавливается из натуральных материалов, таких как шерсть животных (например, козий или конский волос), но большинство щеток, доступных сейчас на рынке, имеют синтетическую щетину[41].

## История макияжа

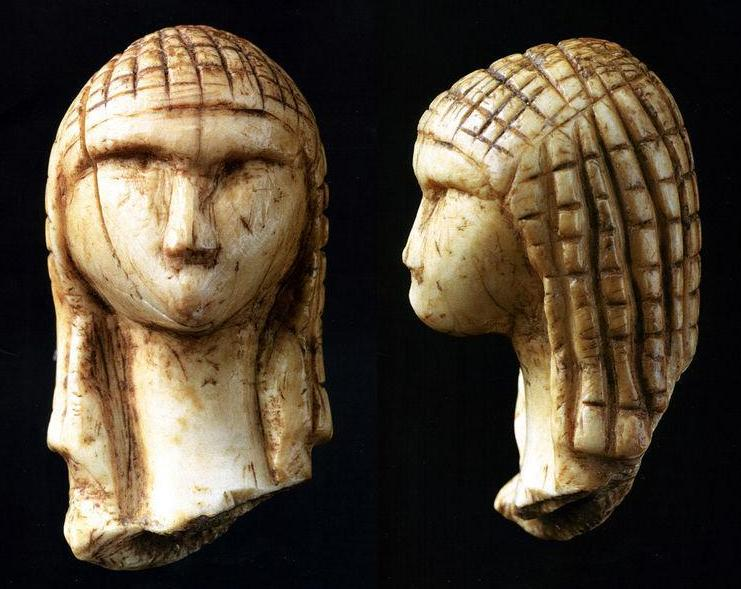
Леди Брассемпуи. Макияж с доисторических времён

Овидий в «Науке любви» в начале Новой эры:

«Редко встречаешь лицо без изъяна.
Скрывайте изъяны.
В теле своём и лице, если под силу их скрыть!»
История макияжа длится вместе с историей человечества, когда раскрашивание лиц и тел было частью ритуала и попыткой повлиять на окружающий мир. При раскопках пещер в Северной Америке были найдены цветные пигменты, которым предположительно 100—150 тысяч лет. Профессор археологии и антропологии Университета Ридинга Стивен Митен назвал эти находки «доисторической косметикой». Для декорирования собственного лица древние люди по всему миру применяли одни и те же ингредиенты: мел, диоксид марганца, уголь, ляпис-лазурь, медная руда и жёлтая охра. Украшательством своего тела занимались и аборигены Папуа — Новой Гвинеи, и представители ранних цивилизаций Месопотамии и Египта.

Глаз Гора

В древнеегипетской культуре макияж (как женщин, так и мужчин) играл важную роль. Ещё в 4000 году до нашей эры люди использовали чёрный пигмент для создания сложных рисунков, имитирующих кошачий глаз. Несколько тысячелетий спустя всё также были распространены подводка для глаз, зелёные малахитовые тени для век и акценты на губах и щеках, сделанные из красной охры. Целью было не украшение, в современной трактовке — считалось, что зелёные тени для век пробуждают Богов Гора и Ра, а значит, отгоняют вредные болезни. Выразительная подводка для глаз обычно использовалась для демонстрации богатства и статуса. Уже 10 тысяч лет до н. э., древние египтяне производили компоненты для увлажняющих кремов, краски для макияжа, которые стойко держались на коже. В древнеегипетских захоронениях были найдены инструменты для создания косметики: палитры для смешения красок, дробилки, аппликаторы, что доказывает ценность инструментов как для обыденной жизни, так и для загробной в представлении египтян. Ярким вкладом египтян в мировую историю макияжа является создание чёрной подводки для глаз из сурьмы. За исключением рецептуры, использование подводки для глаз практически не изменилось почти за 5000 лет.
Независимо от назначения, декоративная косметика древности была очень яркой, в связи с использованием натуральных пигментов. Во всех уголках планеты, люди использовали примерно один набор пигментов: мел, диоксид марганца, ляпис-лазурь, медная руда, жёлтая охра.
Самым популярным и распространённым цветом в макияже был и остаётся красный. В разных культурах, интерпретации могут разниться, но главный смысл красного цвета примерно одинаков — страсть, здоровье, любовь. Поэтому женщины Востока выходят замуж в нарядах красного цвета, он символизирует счастье. Также красный один из основных цветов, используемых в гриме актёров китайской оперы и японского театра Кабуки. В этой популярности есть и простая биологическая причина — красный имитирует прилив крови. Яркие губы и румянец ассоциируются с юностью и здоровьем. Первыми, в истории макияжа, румянами были палочки охры, которые внешне напоминали современные тени-стики, охру получали смешивая оксид железа с жиром. Для этого оксид железа смешивали с животным или растительным жиром. Так было вплоть до XIX века, когда они начали продаваться в аптеках. Румяна изготавливались ручным способом и имели самые разнообразные оттенки. Карминовый пигмент кроваво-красного цвета получали из насекомых кошенили и кермеса; яркий румянец достигался и с помощью крайне ядовитых минералов окиси свинца, киновари, сульфида ртути; также для создания обширной палитры цветов использовались растения и их экстракты — картамин из сафлора, корень алканы красильной, толчёная шелковица и клубника, сок красной свеклы и красный амарант.
В 1-м веке н. э. в Древнем Риме, женщины наносили красный пигмент на щеки, осветляли кожу белой пудрой и красили ногти с помощью желудочного эликсира из свиного жира и крови. Римские мужчины также красили свои головы, чтобы скрыть лысины. В это же самое время, женщины династии Хань в Китае употребляли порошок из кожуры мандарина, семян дыни и цветков персика три раза в день в течение 30 дней, чтобы отбелить кожу. Во II веке нашей эры, для устранения веснушек и осветления кожи римские женщины применяют корни дикой дыни. Греческий врач Гален, который также создал первый охлаждающий крем, отмечает, что «дамы, преданные роскоши», предпочитают маску из крокодильего помёта. Римляне, как утверждалось, вымачивались в ваннах из крокодильих экскрементов и грязи для эффекта мягкой кожи.
Древние греки тоже пользовались косметикой. В 200-х годах до н. э. греческие женщины, любящие бледность, протирают кожу пигментом на основе свинца. Хотя свинцовая косметика токсична, она широко распространена во всём мире до 1800-х годов. Греческие женщины использовали и безопасные пигменты, такие как красная охра и краситель, получаемый из лишайника, для румян, а также сажу для бровей и глаз. Шафран, полученный из пестиков цветка крокуса, также использовался ими в качестве румян, для придания алого оттенка щекам.
В древних захоронениях на территории современного Ирана, относящихся к городу Шехдаду в провинции Керман, археологи обнаружили значительное количество белой пудры. На дне сосудов, где хранилась пудра (которая предположительно использовалась как тональное средство и мужчинами, и женщинами), были найдены металлические чашки или блюдца, со следами красного пигмента. Предполагается, что в них помещали краску для губ и щек. Находки в иранских гробницах, датируемых IV—V вв., включают и красную краску, которая наносилась с помощью ватной подушечки. Этот способ нанесения макияжа сохранился вплоть до периода правления династии Каджаров (с 1796 по 1925 г.).
Макияж упоминается и в Ветхом Завете — 2 Цар. 9:30, где Иезавель красила свои веки — примерно в 840 году до н. э. и в книге Есфири также описываются различные косметические процедуры.
В VIII веке н. э. появляется мехенди — искусство росписи тела краской из хны, которое распространилось по всей Африке, Ближнему Востоку и, в конечном счете, Индии. Узоры наносились с целью обеспечить удачу в браке и защиту от сглаза, индийские женщины украшали хной ладони и ноги, а впоследствии стали наносить орнаменты на всё тело.
Одним из важнейших исторических текстов, посвященных косметике является «Тротула» (Trotula). Написанный в XII веке в итальянском Салерно, объемный труд из трех книг, посвящен здоровью женщин. Одна из глав, «Об украшении женщин», посвящена теме женской красоты. В книге, в частности приводится описание производства румян: «салернские женщины кладут в мед корень красной и белой брионии, а затем этим медом умащают лица, что придает им великолепную красноту».
Во второй половине XX века появились специальные разделы в журналах мод, а также в популярных журналах, которые были посвящены макияжу.
В современной истории макияж стал служить для того, чтобы скрыть не только некий дефект лица, а все лицо целиком. Речь идет об охотниках и военных. Они могут красить свои лица смесью зелёного, коричневого и других естественных цветов, чтобы смешаться с окружающей средой. Но наука не стоит на месте. Исследователи разработали новый тип маскировочной косметики для войск. Его дополнительное преимущество: он помогает защитить солдат от горячего близлежащего взрыва, например, от придорожных бомб. Для такого тепломаскирующего камуфляжа професстор Локхед и его команда из Университета Южной Миссисипи в Хаттисберге заменили традиционные ингредиенты, которые могут легко гореть — например, углеводороды, жирные вещества и минеральное масло — на термостойкие. Тесты показывают, что новая косметика может защитить лицо и руки солдата в течение 15 секунд, прежде чем его собственная температура поднимется до 60 °C, точки, в которой могут возникнуть ожоги. В некоторых ситуациях новый рецепт обеспечивает защиту от перегрева в течение 1 минуты. Это говорит о том, что бесцветная версия этой косметики может быть полезна для пожарных или других людей, иногда подвергающихся воздействию экстремальной жары на работе.

## Снятие макияжа
Макияж снимается различными специальными средствами, такими как: мицеллярная вода, гидрофильное масло, молочко, салфетки или гель для снятия макияжа.
При снятии макияжа мицеллярной водой или молочком, используются косметические диски и ватные палочки. При использовании более плотных средств, макияж смывается руками. Средство распределяется по лицу массажными движениями, а затем смывается водой. Мицеллярная вода и гидрофильное масло — современные косметические продукты, которые справляются с растворением декоративной косметики и кожного себума. Большинство дерматологов оценивают мицеллярную воду, как дополнительный способ очищения кожи, чем в качестве замены настоящей воды и очищающего средства. Она рекомендуется на этапе снятия макияжа. Это технология, которая действует как магнит, притягивая макияж и загрязнение без раздражения, так что этот способ подходит для чувствительных типов кожи.
Модный продукт на рынке в наши дни — это салфетки для снятия макияжа, которые, по мнению дерматологов, не следует регулярно использовать, заменяя ими мытьё лица очищающим средством и водой. Немаловажным фактором отказа от салфеток, является загрязнение окружающей среды.
Нежелательным считается снятие макияжа при помощи мыла, после которого остается ощущение стянутости и сухости кожи. Это происходит по причине содержания в мыле щёлочи, которая разрушает гидро-липидную защитную плёнку на коже, что приводит к обезвоживанию и, как следствие, шелушению. Доктор медицинских наук, дерматолог и доцент клинической дерматологии Тодд Минарс считает, что достаточно умывать лицо один раз в день, самое большее два. Лучшее время для снятия макияжа вечером, перед сном, чтобы ложиться спать с чистой кожей. Чрезмерная увлеченность очищением может привести к высыпаниям, сухости или раздражению.
Лучше всего для умывания и снятия косметики подходит тёплая вода, так как горячая вода может лишить кожу естественных масел, а холодная не позволяет порам открыться для удаления грязи.
После снятия макияжа рекомендуется нанести уходовые средства, например, увлажняющий крем для лица.

## Восприятие макияжа в обществе
В течение 20 века популярность косметики быстро росла. Однако использование косметики привело к тому, что феминистки второй волны стали рассматривать макияж как инструмент, используемый для угнетения женщин и подчинения их несправедливым общественным стандартам. В 1968 году во время акции протеста феминисток «Мисс Америка» протестующие символически бросили несколько женских товаров в «мусорное ведро свободы» с косметикой среди предметов, которые протестующие назвали «орудиями женских пыток», и аксессуарами того, что они воспринимается как принудительная женственность. Во время третьей волны феминизма (1990-е годы) возникло течение помадного феминизма, отвергающее любые ограничения, связанные с косметикой и женской одеждой. Сейчас косметикой пользуются девушки во все более юном возрасте. Из-за стремительно сокращающегося возраста пользователей макияжа, многие компании, от известных брендов, таких как Rimmel, до производителей продуктов более высокого класса, таких как Estee Lauder, обслуживают этот расширяющийся рынок, предлагая ароматизированные помады и блески, косметику, упакованную в разноцветную и блестящую упаковку. Рекламный рынок также реагирует, используя молодых моделей. Социальные последствия использования косметики юными пользователями в последние несколько лет привлекали большое внимание средств массовой информации. Критика использования косметики исходит из самых разных источников, включая некоторых феминисток, религиозных групп, борцов за права животных, авторов и групп общественных интересов. Макияж также подвергся критике со стороны мужчин, некоторые из которых описывают это как форму обмана или фальсификации.
Согласно исследованию, которое было проведено специалистами Бостонского университета и Института рака Дана-Фарбер и оплачено компанией Procter & Gamble: ношение макияжа повышает привлекательность женщины, увеличивает восприятие людьми её привлекательности, её компетентности и (при условии, что она не переусердствует) её надёжности. Исследование вызвало шквал ответных реакций, как положительного, так и негативного толка. Профессор Эткофф, ведущий автор исследования и доцент клинической психологии Гарвардского университета считает, что произошёл культурный сдвиг в представлениях о самоукрашивании, включая макияж. Ещё несколько десятков лет назад, женщины одевались и красились, чтобы угодить мужчинам, этого требовало общество. «Сегодня женщины и феминистки видят, что это их собственный выбор, и это может быть эффективным инструментом».
Доктор Викери, доктор философии и специалист по химии, также утверждает, что косметика «может существенно изменить то, как люди видят вас, насколько умными они считают вас при первом впечатлении или насколько открытым и располагающим вы выглядите перед другими, и этот взгляд полностью находится под контролем женщины».
«Я не пользуюсь косметикой и не хочу тратить 20 минут на её нанесение», — сказала Дебора Роуд, профессор права Стэнфордского университета, написавшая «Предвзятость красоты», в которой подробно описывается, как внешний вид неадекватно влияет на сотрудников. По мнению профессора, качество её преподавания не должно зависеть от того, накрашена ли она или нет. Современным женщинам нравится, когда о них судят не по внешности, а по их профессиональным навыкам. При этом, макияж рассматривается, как эффективный инструмент влияния на мнение окружающих. Вопрос только в решении самих женщин, пользоваться ли им в своих интересах.
Бобби Браун, основательница одноимённой косметической линии, предположила, что сосредоточение внимания на восприятии окружающих упускает из виду то, что делает макияж действительно мощным инструментом. По мнению г-жи Браун, макияж трансформирует не только внешность, но и самовосприятие. Дэниел Хамермеш, профессор экономики Техасского университета в Остине, также согласился, что макияж помогает женщинам выглядеть более симпатичными или более склонными к социальному сотрудничеству, потому что: «мы объединяем внешний вид и готовность заботиться о себе с готовностью заботиться о людях».
Даже в подверженном строгим канонам мусульманском мире, макияжу отводится важная роль. Современные мусульманки адаптируют свой внешний вид под западные тенденции. Ислам не запрещает украшать женщине себя, наоборот, он поощряет это. Главное, чтобы косметические продукты не мешали женщине совершать молитву. Насущным вопросом для современных мусульманок становится свобода выбора в обращении с собственной внешностью. Религиозные требования ограничивают выбор непосредственно косметических средств, речь идёт о т. н. халяльной косметике. Данный вид косметических продуктов не должен содержать алкоголя и веществ, полученных из свинины; накладные ресницы и парики не должны быть сделаны из человеческих волос. Демонстрировать свою красоту перед посторонними мужчинами мусульманкам нельзя, но на женщин запрета нет — поэтому мусульманские бьюти-блогеры закрывают свои аккаунты, а макияж становится приятным хобби и новым способом коммуникации.
Отношение россиян к макияжу наглядно показывают данные исследования 2019 года — более 40 процентов женщин и 35 процентов мужчин в России считают, что макияж и косметика играют решающую роль в том, чтобы сделать женщину красивой.